# 52school.com
52school.com（ゴー・トゥー・スクール・ドットコム）とは河合塾と伊藤忠商事が共同で出資する、大学受験生向けポータルサイト、ならびにそれを運営する会社の名称である。

## 概要
- 主に高校生・浪人生・予備校生を対象に、大学進学へ向けた様々なウェブ情報コンテンツの提供、資料請求の募集などを行う
- 52schoolは「GO!TO!School」（ゴー!トゥー!スクール）に引っ掛けている。